# Apolo Nsibambi
Apolo Robin Nsibambi (Makerere, 25 ottobre 1940 – 28 maggio 2019) è stato un politico ugandese.
Ha ricoperto la carica di Primo ministro dell'Uganda dall'aprile 1999 al maggio 2011.
Dal 1996 al 1998 era stato Ministro dei Servizi Pubblici; quindi, dal maggio 1998 all'aprile 1999, Ministro dell'Istruzione.

## Biografia
Apolo Nsibambi nacque il 25 ottobre 1940 ed era figlio di Simeon Nsibambi, che insieme a John E. Church guidò il Balokole (un movimento religioso), anche noto come "Risveglio dell'Africa Orientale".
Ha lavorato presso l'Università già dagli anni sessanta, grazie all'amicizia con l'autore Paul Theroux che lo ha intervistato in un documentario, Dark Star Safari. È stato direttore dell'Istituto di Ricerche Sociali alla Makerere University, poi rettore sino al 2003.